# Ngambo Musole
Ngambo Musole, née le 11 juin 1997 en Zambie, est une footballeuse internationale zambienne évoluant au poste de milieu de terrain au club du ZESCO United.

## Biographie

### En club
Ngambo Musole joue pour le Chiparamba Breakthrough et ZESCO United en Zambie.

### En équipe nationale
Elle participe avec l'équipe de Zambie des moins de 17 ans à la Coupe du monde des moins de 17 ans 2014 qui se déroule au Costa Rica.
Elle est appelée en équipe de Zambie le 28 novembre 2020 lors d'une victoire 1-0 en amical contre le Chili.
Elle participe avec l'équipe de Zambie aux Jeux olympiques d'été de 2020. Lors des Jeux olympiques organisés à Tokyo, elle ne joue qu'une seule rencontre, face au Brésil.